# 小野大輔・近藤孝行の夢冒険〜Dragon&Tiger
『小野大輔・近藤孝行の夢冒険〜Dragon&Tiger』（おのだいすけ・こんどうたかゆきのゆめぼうけん ドラゴンアンドタイガー）は、2011年7月9日から2020年3月27日まで超!A&G+で放送されていたラジオ番組。

## 概要
パーソナリティである小野大輔と近藤孝行が、2人の夢やリスナーの夢を叶えていくというコンセプトのラジオ番組。通称「DDT（Dream adventure Dragon and Tigerの頭文字から）」。
夢を叶えるための番組というテーマから、番組内では対価と称してリスナーからのメールなどを基に、パーソナリティ2人が大小問わず様々な挑戦をすることが多い（詳しくは後述の「コーナー」内「ファイト！夢チャレ」を参照）。
また、裏面へ番組ロゴが描かれている名刺大の紙（通称「ドリームカード」）が番組グッズに封入されている場合があり、それをリスナーが番組に送ると、カードが集まった数に応じてパーソナリティ2人の夢が一つずつ叶っていくというシステムも導入された。
2020年2月28日の放送で、8年8か月続けてきた当番組が3月27日をもって終了すると発表し、翌週3月6日にも公式Twitterで公開された。3月27日、最終回。

## 配信/放送時間
本配信
- 超!A&G+
  - 毎週土曜日 20:30 - 21:00（2011年7月9日 - 2014年4月5日）
  - 毎週金曜日 23:00 - 23:30（2014年4月11日 - 2020年3月27日）

リピート配信
- 超!A&G+
  - 毎週日曜日 11:00 - 11:30（2011年7月10日 - 10月2日）
  - 毎週土曜日 13:00 - 13:30（2011年10月15日 - 2012年6月30日）
  - 毎週土曜日 10:30 - 11:00（2012年7月7日 - 2014年4月5日）
  - 毎週土曜日 10:30 - 11:00、毎週月曜日 11:00 - 11:30（2014年4月12日 - 2016年4月2日）
  - 毎週土曜日 12:30 - 13:00、毎週月曜日 11:00 - 11:30（2016年4月9日 - 2018年9月3日）
  - 毎週月曜日 11:00 - 11:30（2018年9月10日 - ）

ネット局
- ラジオ福島
  - 毎週日曜日 22:30 - 23:00（2016年4月3日 - 2017年10月1日）

## コーナー

### ドラゴンとタイガーの鳴き真似
番組開始時に毎回パーソナリティ2人が、何かしらの台詞とともに自分の名前を名乗るというのが番組の慣習となっている。放送開始当初は全て小野と近藤によるアドリブだったが、2人のアイデアが尽きてしまったため、第18回放送冒頭においてリスナーから台詞を募集すると発表し、翌週の第19回放送分からはリスナーから送られてきた台詞を読み上げている。ただし例外として、第30回放送のみ台詞のリクエストが途絶えてしまったため、小野と近藤が「今食べたいもの」というテーマで即興で考えた。

### ふつおたのコーナー
リスナーから寄せられたメールを基にしてパーソナリティがトークを展開していくという、ラジオ番組にはよくあるコーナーであるが、通常放送ではメールを多く読めないことから、第31回放送より月末の放送回を「月1のふつおたスペシャル」と題してふつおたコーナーを中心とした特別編成で行っている。

### ファイト！夢チャレ
「リスナーとパーソナリティ2人の夢を叶える」という番組の目的を達成するべく、パーソナリティ2人が自分たちの夢を叶えるための対価として、リスナーから寄せられた叶えて欲しい夢の内容を実現したり、夢仙人という謎の人物から与えられる試練を克服したりしていくというコーナー。

### 笑え！DDT大喜利団体戦
リスナーの投票によって決定された新コーナーの一つ。提示されたお題に沿った回答をリスナーから募集し、小野・近藤両者がそれぞれ2つずつ選んだメールを先鋒、中堅とし、勝ち抜き形式で行う。自分の選んだネタが2つとも相手に敗れた場合は、小野と近藤がそれぞれ大将として自分でネタを考えなくてはならない。第120回放送からスタート。

### 求人大募集！DDTセリフメーカー
リスナーの投票によって決定された新コーナーの一つ。第121回放送からスタート。リスナーから募集した『シチュエーション』と『セリフ』をパーソナリティ2人がマッチングさせて紹介するコーナー。

### ドラゴンとタイガーのお別れ夢占い
毎週エンディング後に行われるミニコーナー。週替わりで小野もしくは近藤のどちらかが「今夜～という夢を見た人は……」とアドリブのお題を相手に振り、振られた側は夢を見た人間がその日どんな一日を過ごすのか答えるという大喜利のような形式になっている。

## 終了したコーナー

### ドリームシアター YUMEYA
番組開始当初から続いていた「ドリームシアター夢芝居」の後身となるコーナー。架空のレンタルビデオショップ「YUMEYA」を舞台にして、バイトリーダーのタイガーと新人バイトのドラゴンが毎週番組に寄せられるリスナーが見たい夢の内容に応じたビデオを試聴させてくれるという設定のもと、小野と近藤による短編のラジオドラマが展開されるという内容になっている。コーナー内で演じられるラジオドラマの筋書きは多くが既存の映画・ドラマのパロディとなっており、物語の最後には必ず元ネタである作品のテーマソングが流れる。第107回放送で『閉店宣言』をしてコーナーの幕を下ろした。

## エピソード
- 2011年9月11日放送の11回目放送（実際は10回目）において、公式発表されている放送回数と実際に放送されている回数にずれが生じていることが明らかになった。原因は明らかにされていない（番組内ではパーソナリティ2人がとても放送できないようなことをしてしまったため、6回目の放送がお蔵入りしたとされている）が、番組内でその事実が発覚してからも、公式ブログにおける回数表記が修正されることはなく、放送されていない幻の6回目が存在することになっている。
- 番組初期から小野と近藤が掲げていた、「2人で歌を歌いたい」「ダンスを踊りたい」という夢を叶える形で結成されたユニット「D.A.T（ダット）」名義で、番組のオープニングテーマ「VS」とエンディングテーマ「Sweet nest」を歌っている。2012年12月21日には、上記の2曲と「VS」のプロモーションビデオおよびメイキング映像が収録された1枚目のシングル『VS/Sweet nest』をリリース。オリコンデイリーランキング10位を記録した。

## ゲスト
- 冒険の書19,20　菅沼久義
- 冒険の書102　森久保祥太郎
- 冒険の書143　細谷佳正 ※小野が急性胃腸炎で休んだため、ピンチヒッターで出演
- 冒険の書175　菅沼久義、間島淳司
- 冒険の書239　湯浅弘章

## 関連商品
- 小野大輔・近藤孝行の夢冒険〜Dragon&Tiger〜 〜聞いて覚える初めての夢ラジ、番組宛にレターセット送ってきてねセット〜
- VS/Sweet nest
- NOCTURNE -drastic dance-/BLUE MOON
- CHANGE THE WORLD
- SUITE
- Trinity
- 小野大輔・近藤孝行の夢冒険~Dragon&Tiger~ FANDISK ドラゴン＆タイガークエスト~夢仙人の宝を探せ~
- 小野大輔・近藤孝行の夢冒険~Dragon&Tiger~ ファンディスク2 おこしやす〜 in 京都
- 小野大輔・近藤孝行の夢冒険~Dragon&Tiger~ ファンディスク3 夏の仏閣めぐり in 奈良
- 小野大輔・近藤孝行の夢冒険~Dragon&Tiger~ ファンディスク4 DDT×ナヴァグラハ×高知